# رون ماير
رون ماير (بالهولندية: Ron Meyer)‏ (و. 1928 – 2012 م) هو سياسي، من مملكة هولندا، توفي عن عمر يناهز 84 عاماً.

## مناصب
تولى منصب عضو مجلس النواب من هولندا.